# Мартинес, Хесус
Хесус Мартинес Диез (исп. Jesús Martínez Díez род. 7 июня 1952, Мехико) — мексиканский футболист, игрок сборной Мексики.

## Карьера
Хесус начал свою карьеру в составе футбольного клуба «Сан Исидро Лагуна», в 1975 году. За один сезон в его составе он провёл 33 матча. В 1976 году перешёл в состав футбольного клуба «Америка» из Мехико. За 4 года в его составе провел 87 матчей, в которых забил два гола. В 1978 году провёл два матча за национальную сборную. Принимал участие в чемпионате мира 1978 года.